# الانتخابات الرئاسية النمساوية 2010
الانتخابات الرئاسية النمساوية 2010 هي الانتخابات الرئاسية الثانية عشر التي عقدت في 25 أبريل 2010. المرشحون هم: هاينز فيشر، وبربرا روسنكراس عن حزب الحرية النمساوي، ورودولف جارهنغ عن الحزب المسيحي النمساوي، وفاز فيها المرشح المستقل هاينز فيشر من المرحلة الأولى بقرابة 80% من الأصوات.